# 咲香里
咲香（5月6日—），日本女性漫畫家。千葉縣出身。現在住東京都。

## 概要
咲香里早年以筆名在小學館的少女漫畫雜誌《別冊少女Comic》（別冊少女コミック）出道，曾任森川讓次助手2年；後因畫遊戲軟體的漫畫版而轉向畫成人漫畫，擅長百合題材。
1999年，咲香里在講談社的青年漫畫雜誌《Young Magazine Uppers》（ヤングマガジンアッパーズ）連載《思春期少女》（春よ、来い），正式轉向畫青年漫畫；當時咲香里很喜愛羽球，故在《思春期少女》連載完畢後同樣在《Young Magazine Uppers》連載羽球漫畫《大和羽球男》（やまとの羽根）。2004年10月19日，《Young Magazine Uppers》在發行2004年第21期以後停刊，《大和羽球男》同時連載完畢。2006年至2010年，咲香里在講談社的少年漫畫雜誌《週刊少年Magazine》連載另一部羽球漫畫《羽球小子》（スマッシュ!）。

## 作品
以筆名
- 《思春期少女》（春よ、来い（日语：春よ、来い (漫画)）），全11冊，講談社發行，尖端出版代理台灣中文版
- 《大和羽球男》（やまとの羽根），全4冊，講談社發行，尖端出版代理台灣中文版
- 《羽球小子》（スマッシュ!），全18冊，講談社發行，東立出版社代理台灣中文版
- 《少女的季節》（少女の季節），全1冊，笠倉出版社發行
- 《太陽會落下》（太陽が落ちてくる），全3冊，笠倉出版社發行
- ，全3冊，富士美出版發行
- ，全1冊，笠倉出版社發行

以筆名
- 《復活邪神》（ロマンシング サ・ガ），全3冊，德間書店Intermedia發行

## 外部連結
- （日語）（作者公式網站）
- （日語）[http://blog.livedoor.jp/kaorisaki228/  - 作者本人的舊部落格